# Паниагуа, Фернандо
Фернандо Мануэль Паниагуа Марчена (исп. Fernando Manuel Paniagua Marchena; 9 сентября 1988, Никоя, Коста-Рика) — коста-риканский футболист, полузащитник.

## Карьера
Начинал свою карьеру в одном из сильнейших клубов Коста-Рики "Депортиво Саприсса". В его составе Паниагуа дважды становился чемпионом страны. Затем выступал за ряд других местных команд. В 2014 году провел сезон в норвежской Типпелиге за "Старт".

## Сборная
В 2010 году Фернандо Паниагуа провел два матча за сборную Коста-Рики. Хавбек сыграл за "тикос" в товарищеских поединках против Швейцарии (1:0) и Словакии (0:3).

## Достижения
- Чемпион Коста-Рики (2): 2008 (Зима), 2010 (Лето).